# Basilique Saint-Sauveur de Rennes
Vous lisez un « article de qualité » labellisé en 2014.
Ne pas confondre avec la basilique Notre-Dame-de-Bonne-Nouvelle de Rennes ni la cathédrale Saint-Pierre de Rennes
Cette  basilique n’est pas la seule basilique Saint-Sauveur.
La basilique Saint-Sauveur de Rennes est une basilique mineure de l'Église catholique, connue sous le nom de Notre-Dame des Miracles et Vertus, située au cœur du centre-ville historique de Rennes, dans le département français d'Ille-et-Vilaine en Bretagne.
Sa fondation, sous le nom de Saint-Sauveur, est antérieure au XIIe siècle. Agrandie à plusieurs reprises et reconstruite au début du XVIIIe siècle, elle a été le siège d'une paroisse pendant près de trois cents ans, jusqu'à la Seconde Guerre mondiale, puis à nouveau à partir de 2002. À la suite de plusieurs événements qualifiés de miraculeux aux XIVe et XVIIIe siècles, le culte de Notre Dame s’y développe fortement pour aboutir à une érection en basilique en 1916. De style classique, cet édifice se distingue particulièrement par son mobilier : baldaquin du maître-autel, chaire en fer forgé, orgue, ainsi que les nombreux ex-voto déposés par les fidèles.

## Localisation
L'église est au nord-ouest du centre-ville de Rennes, au cœur du secteur sauvegardé. Située place Saint-Sauveur, elle se trouve à l'extrémité d'une perspective démarrant en bas de la place du Parlement-de-Bretagne et formée par la succession des rues de Brilhac, de l'Hermine et du Guesclin. Seules ses façades est et sud sont visibles, le reste étant accolé d'immeubles, dont le presbytère à l’ouest, 2 rue Saint-Sauveur. La façade principale, à l'est, donne sur la place Saint-Sauveur, alors que la façade sud s'ouvre sur la rue Saint-Sauveur, et, au-delà, sur le jardin de l'hôtel de Blossac.

## Histoire

### Chronologie

#### Origines

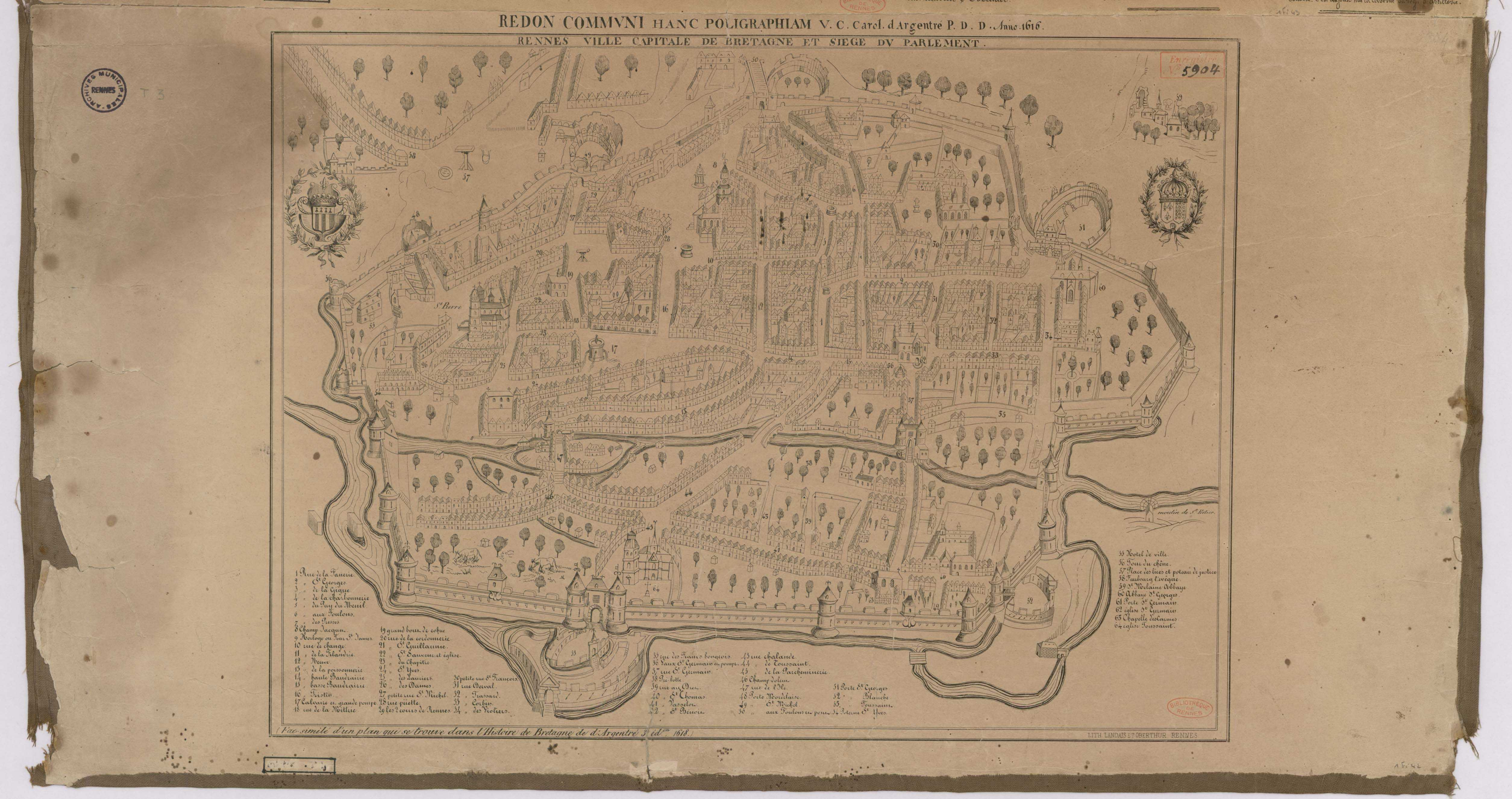
Plan de Rennes en 1618. L'ancienne église est signalée par le no 19.

L'actuelle église a été construite au début du XVIIIe siècle, en remplacement d'une chapelle dont les origines se confondent avec celles de la ville. Selon une hypothèse de l'historien rennais Louis Pape, l'emplacement de cette chapelle, au croisement du cardo et du decumanus, correspondrait à celui de la basilique du temple dédié à Mars Mullo sur le forum de la cité gallo-romaine de Condate.
Les premières traces écrites mentionnant une chapelle Saint-Sauveur à Rennes datent du XIIe siècle. Elle est alors rattachée à la paroisse de Toussaints. Le chapitre de Rennes en fait don à l'abbesse Mathée de Corcop de l'abbaye Saint-Georges en janvier 1230,,,. L'église se développe au rythme de la ville pendant les siècles suivants, avec de multiples enrichissements mobiliers et plusieurs opérations d'extension et de réfection : construction d'une lanterne, installation d'autels neufs, pose d'une poutre de gloire supportant un crucifix et deux images de saints, érection de piliers supportant une extension,… À partir du miracle de 1357 (voir ci-dessous), le culte de Notre-Dame se développe particulièrement.
Avec l'accroissement de la population, le besoin de scinder la paroisse de Toussaints, dont Saint-Sauveur est encore une trève, se fait sentir. Conformément à une demande des paroissiens formulée en 1632, l'évêque de Rennes Charles-François de La Vieuville érige Saint-Sauveur en église paroissiale en 1667. Cette décision est confirmée par le Parlement de Bretagne par un arrêt du 7 octobre 1667, malgré l'opposition du recteur de Toussaints. Une confrérie est fondée en 1670 à l'initiative de saint Jean Eudes en l'honneur de Notre-Dame des Miracles et Vertus et du Saint-Cœur de Marie,.

#### Reconstruction

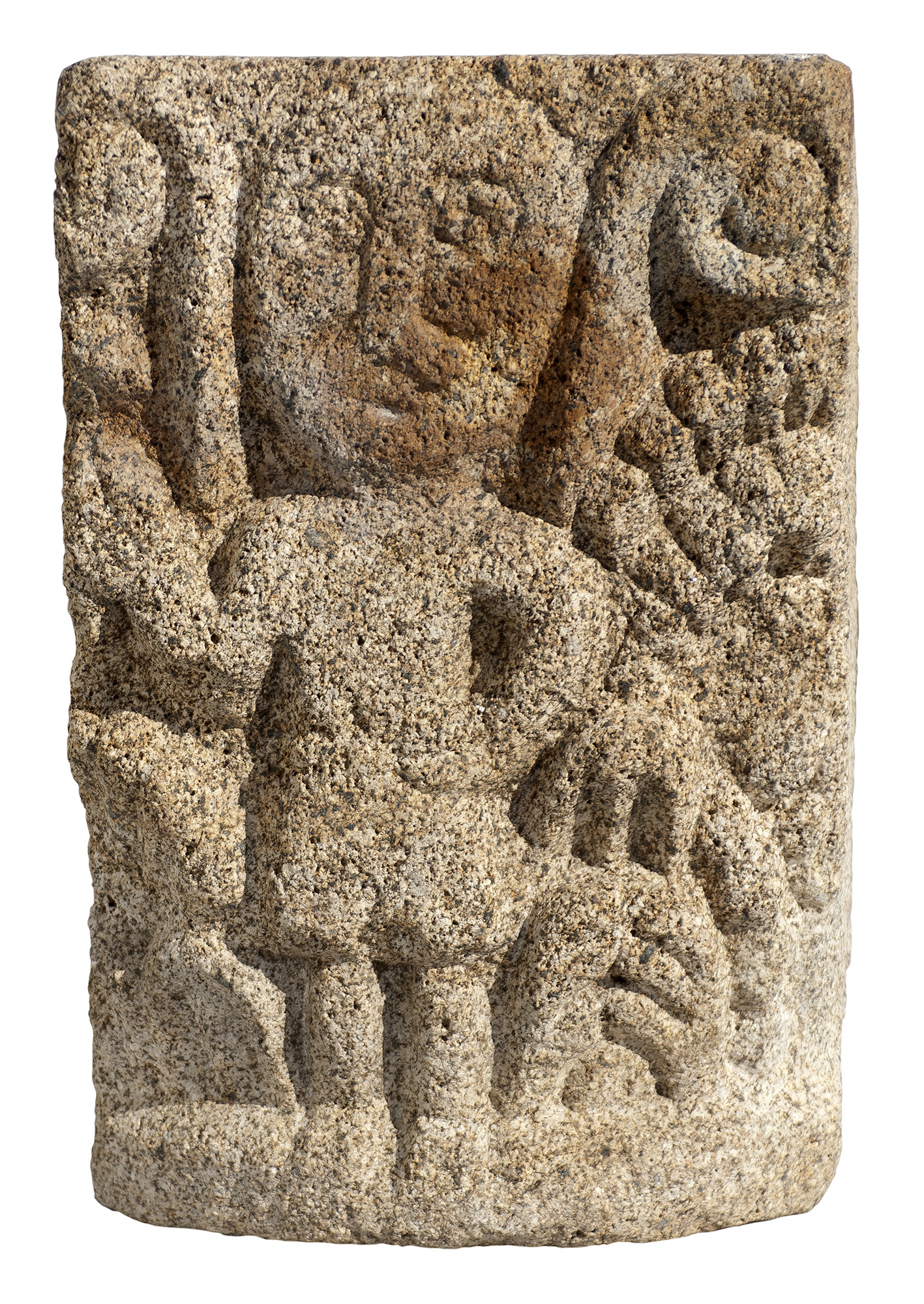
Chapiteau daté du XII, provenant de l'ancienne église et conservé au musée de Bretagne.

Le 7 mars 1682, le pignon ouest du bâtiment s'effondre, rendant l'église impropre au culte. Après quelques mois pendant lesquels le saint-sacrement est transporté à la chapelle Saint-James, le culte reprend dans l'église partiellement démolie. Le général de la paroisse souhaite reconstruire l'église. Il faudra dix-neuf ans pour réunir les fonds et acheter les parcelles adjacentes. La première délibération en vue du lancement du chantier de reconstruction a lieu le 12 juillet 1701. La première pierre est posée deux ans plus tard, le 24 juillet 1703, par l'intendant de Bretagne Louis Béchameil de Nointel. En 1710, une loterie royale est organisée pour tenter de récolter 36 000 livres au bénéfice du chantier.
Les plans sont réalisés par l'architecte François Huguet, également responsable du couronnement des tours de la cathédrale Saint-Pierre voisine et d'un bâtiment conventuel pour l'hôpital Saint-Yves. Selon le souhait du général de la paroisse, le culte n'est pas interrompu par les travaux. L'architecte décide d'orienter la nouvelle église d'est en ouest, à l'inverse de l'ancienne. Cette nouvelle orientation permet d'ouvrir la façade sur le bas de la place du grand bout de la Cohue (cette place où se tenait un marché − une cohue en français de Bretagne − occupait jusqu'en 1720 l'emplacement des actuelles rue de Clisson et place Saint-Sauveur). Les travaux commencent par le chœur : une fois celui-ci achevé, le saint-sacrement y est transporté et l'ancienne église est finalement démolie. De celle-ci ne subsiste qu'un chapiteau sculpté sur une face d'un personnage debout, daté du XIIe siècle, et conservé au Musée de Bretagne.
La nouvelle église est consacrée le 5 août 1719 alors que seuls le chœur (bénit plus tôt la même année) et une croisée sont achevés. L'incendie de Rennes de 1720 détruit le mobilier et l'ancienne toiture qui s'effondre mais n'interrompt pas le chantier de reconstruction. Le gros œuvre de l'église est achevé en 1728. François Huguet meurt en 1730 ; plusieurs architectes lui succèdent pour achever l'édifice. François Forestier de Villeneuve apporte une importante modification aux plans : la destruction de la place du grand bout de la Cohue, remplacée par la rue de Clisson et la place Saint-Sauveur, et le percement de la rue du Guesclin dans l'axe de l'église l'amènent à en redessiner la façade pour l'intégrer dans cette nouvelle perspective. Il produit également le plan du portail et de ses vantaux. Par mesure d'économie, le résultat final est toutefois moins ambitieux que le projet de Huguet. Antoine Forestier (dit le Jeune) dresse quant à lui les plans du dôme de la tour, alors que Daniel Chocat de Grandmaison réalise ceux du beffroi en 1741, accompagnés de devis. La conduite des travaux par Forestier est attestée en 1758. L'autel majeur, symbolisant la fin des travaux, est consacré en 1768.

#### Pendant la Révolution

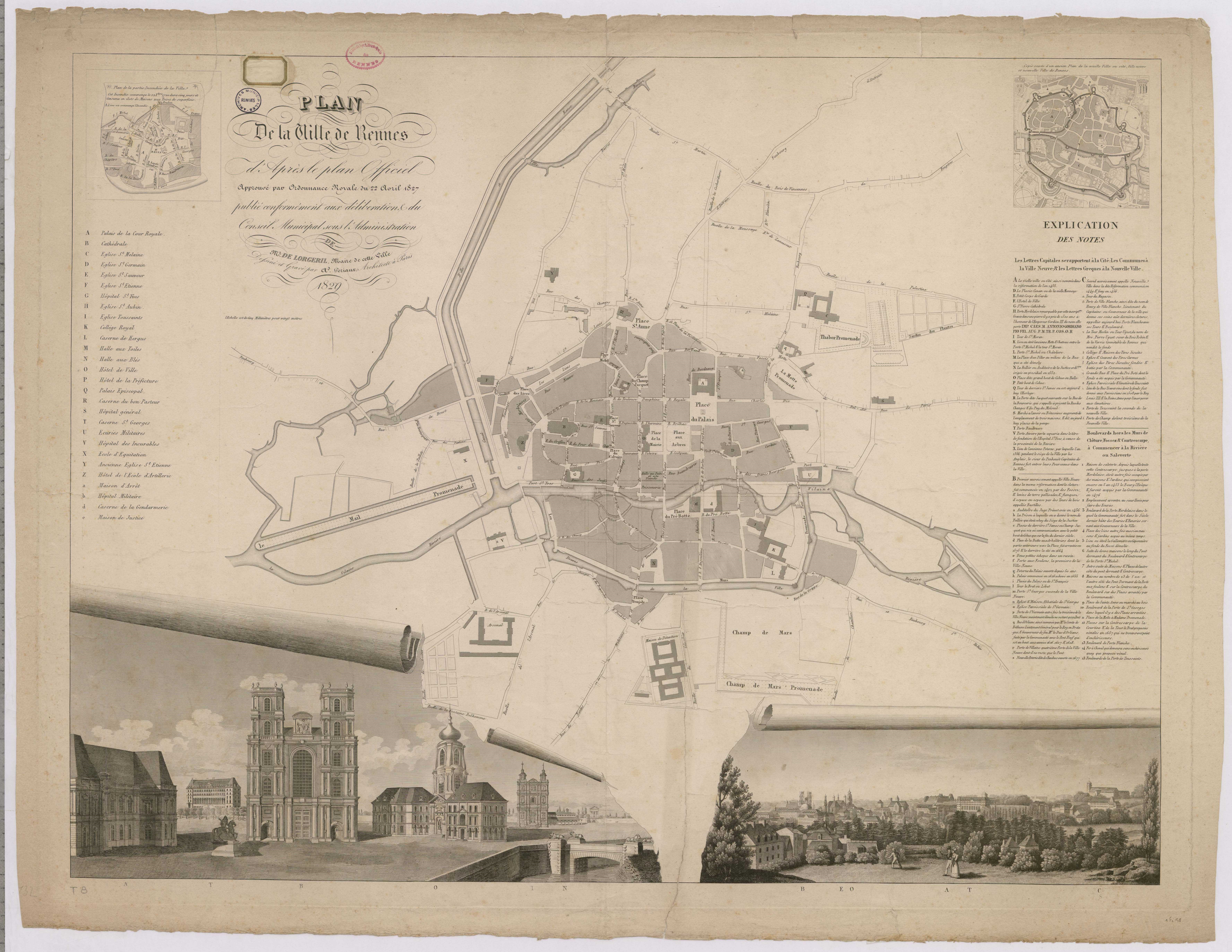
Plan de Rennes en 1829. La nouvelle église est signalée par la lettre E.

La Révolution française interrompt les travaux de reconstruction de la cathédrale Saint-Pierre détruite en 1768. L'évêque constitutionnel Claude Le Coz fixe alors le siège épiscopal dans l'église Saint-Sauveur. Avec l'instauration de la Terreur et l'arrivée de Jean-Baptiste Carrier à Rennes le 1er septembre 1793, le culte constitutionnel cesse et Claude Le Coz est emprisonné. L'église Saint-Sauveur devient alors le temple de la Raison, puis le temple de l'Être Suprême en 1794. La statue miraculeuse de Notre Dame est détruite pendant cette période. L'édifice accueille des réunions publiques ; on y annonce entre autres la confirmation de Jean Leperdit à sa place de maire de la ville après la fin de la Terreur. En 1795, après l'autorisation de l'exercice public du culte catholique par la Convention nationale, une pétition citoyenne demande sans succès la restitution de l'église. Néanmoins, Le Coz, rétabli à Rennes, obtient du district la location des lieux le 27 mars 1795 (7 germinal an III). Saint-Sauveur n'est officiellement rendue au culte que le 30 septembre 1802 (8 vendémiaire an XI) par le préfet d'Ille-et-Vilaine, Jean-Joseph Mounier.

#### Histoire récente
Au cours du XIXe siècle, le mobilier s'enrichit avec l'arrivée du maître-autel (1827–1829), d'un chandelier pascal (1846), d'un chemin de croix (c. 1860) et de l'orgue de chœur (1894). L'architecte Leroux réalise une première restauration à partir de 1842, afin de rafraîchir l'intérieur et d'apporter quelques finitions. Les statues de saint Pierre et saint Paul, par Jean-Baptiste Barré, apparaissent de part et d'autre du chœur. Les autels du Sacré-Cœur et de saint Louis et sainte Anne sont refaits et reçoivent de nouveaux tableaux. L'abbé Marie-Joseph Brune conduit une seconde restauration à partir de 1870 portant sur les autels du transept. Il crée en 1875 l'autel dédié à Notre-Dame des Miracles et Vertus, dans le bas-côté nord. Trois cloches sont ensuite installées dans la tour en 1876. Enfin, un pavage de céramique remplace la tomette originelle en 1886. L'église porte également, entre 1832 et 1855, un télégraphe Chappe : le poste 4 de Rennes et le numéro 10 de la ligne Avranches-Nantes,.
Avec la réactivation du culte de Notre-Dame des Miracles, l'église est consacrée le 12 octobre 1912 par le pape Pie X. Elle est érigée en basilique mineure le 27 avril 1916 par le pape Benoît XV,. À disposition des occupants de religion catholique durant l'occupation de Rennes, l'édifice est inscrit au titre des monuments historiques le 2 mars 1942,,.

### Miracles

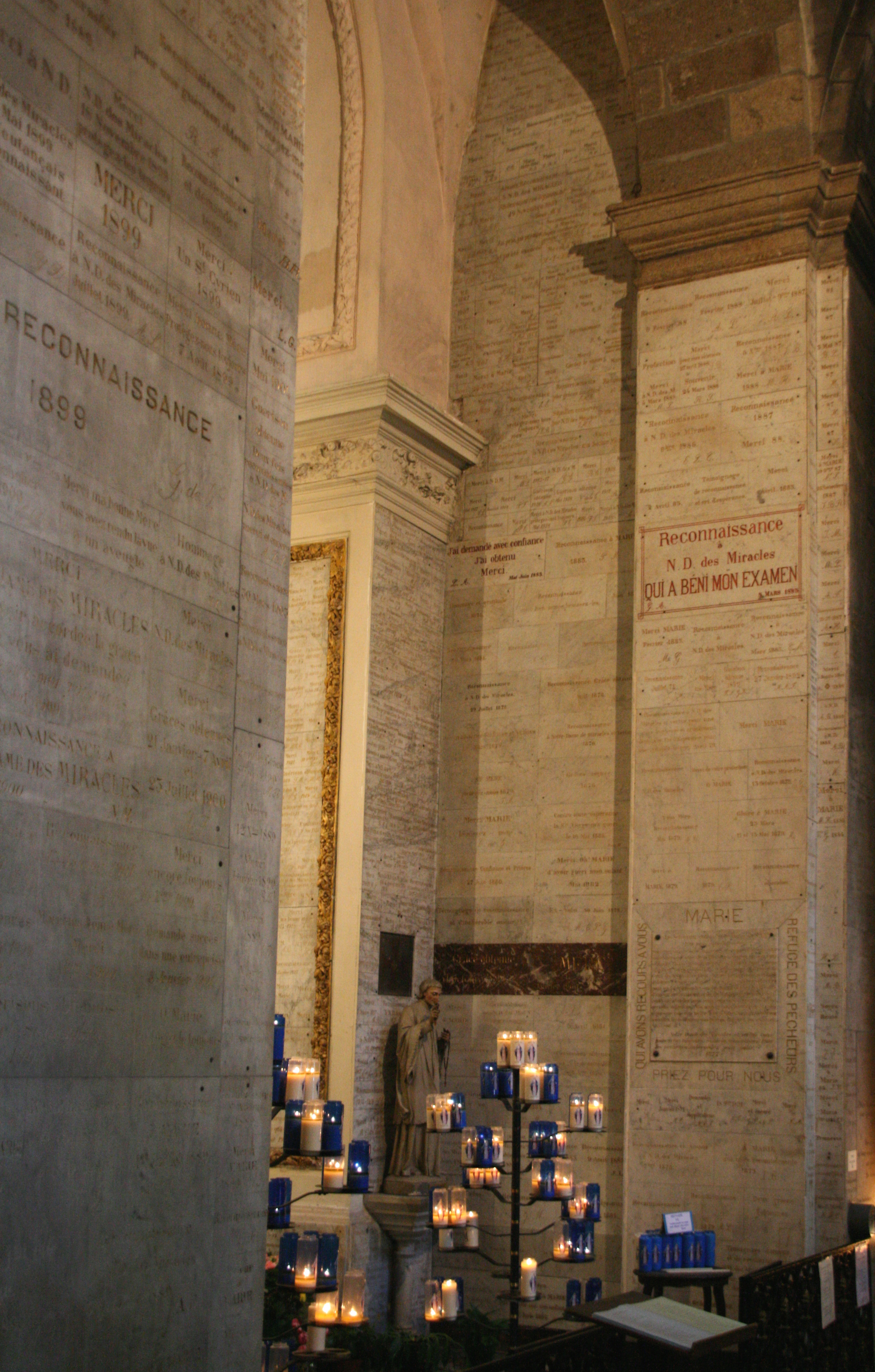
Ex-voto aux murs près de la chapelle consacrée à Notre-Dame.

Quatre récits de miracles, attribués à Notre-Dame, sont liés à l'église et font l'objet d'une dévotion particulière.
Selon le père Bernard Heudré, curé-doyen de la paroisse en 2013 :
« C'est un peu gênant, car ils [les gens] vont d'abord prier Notre-Dame et le Christ passe après. Cela frôle la superstition. […] En période trouble ou la veille des périodes d'examen, il y a une hausse significative des demandes [de guérison, de succès]. C'est compréhensible. Lorsque l'on vit des épreuves ou lorsque l'on a besoin d'aide, on s'en remet au ciel. »
Les murs proches de la chapelle consacrée à Notre-Dame sont recouverts d'ex-voto sous forme de plaques de marbre gravé. L'accrochage d'ex-voto est aujourd'hui refusé, mais les fidèles déposent fleurs et vœux auprès de la statue.

#### Découverte de la mine anglaise lors du siège de 1357

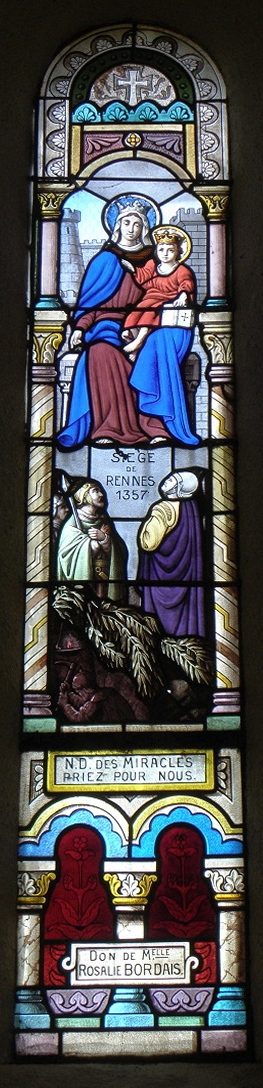
Vitrail commémoratif de la Chapelle Notre-Dame de Beauvais au Theil-de-Bretagne. Une Vierge à l'Enfant indique de la main droite l'emplacement de la mine aux défenseurs de la ville.

Au cours de la guerre de Succession de Bretagne, alors que Rennes était assiégée par les troupes anglaises, la ville s'attendait à une tentative d'invasion par une voie souterraine. Selon une tradition populaire, dans la nuit du 8 février 1357, les cloches de l'église se mirent à sonner et des cierges s'allumèrent spontanément. Les défenseurs de la ville auraient alors découvert la statue de Notre-Dame désignant une dalle sur le sol. Creusant à cet emplacement, ils découvrirent une galerie percée par les troupes anglaises venues prendre la ville et repoussèrent l'invasion.
On connaît peu de récits distincts de cet évènement et sa datation varie. Selon certains historiens, il s'agit du siège de Rennes de 1356-1357 et la découverte de la mine est à attribuer à une ruse du capitaine de la ville, Guillaume de Penhoët, qui a permis d'alerter les défenseurs et de localiser la galerie,. Le seul récit contemporain des faits (avant 1387) est la chanson de Bertrand du Guesclin du trouvère Cuvelier. Cette chanson de geste dont l'objectivité est discutée ne relate que le stratagème de Guillaume de Penhoët et n'évoque aucun miracle. Le récit suivant se trouve dans l'édition de 1532 des Chroniques de Bretagne d'Alain Bouchart. Il situe le miracle en 1343 et cite brièvement la sonnerie des cloches et l'allumage de deux cierges, mais pas le mouvement de la statue. En 1634, le miracle est officiellement reconnu par l'évêque de Rennes, Mgr Pierre Cornulier. Le procès-verbal de cette reconnaissance est perdu, mais il est repris par un procès-verbal du 19 juillet 1658 de Mgr Henri de La Mothe-Houdancourt, son successeur. L'année indiquée est 1345, les trois faits sont cités. En 1637, le père Albert Le Grand relate dans la vie des Saints de Bretagne-Armorique un récit légèrement différent, dans lequel le sacristain découvre la statue et prévient les défenseurs, en 1356 cette fois. Enfin, un récit en vers, anonyme et non daté, est repris par le père Fautrel dans son Histoire de Notre-Dame des Miracles de 1658. Ce poème avance la date de février 1345 et cite les trois faits. Les éditions postérieures de la vie des Saints de Bretagne-Armorique reprennent ce récit du père Fautrel.
Un puits aurait subsisté dans l'église au moins jusqu'au XVe siècle et une pierre aurait marqué son emplacement jusqu'à la réfection du dallage en 1886. La découverte dans le quartier, lors de travaux de terrassement en 1902, d'un souterrain aux caractéristiques concordantes pourrait accréditer ce plan d'invasion.

#### Incendie de 1720

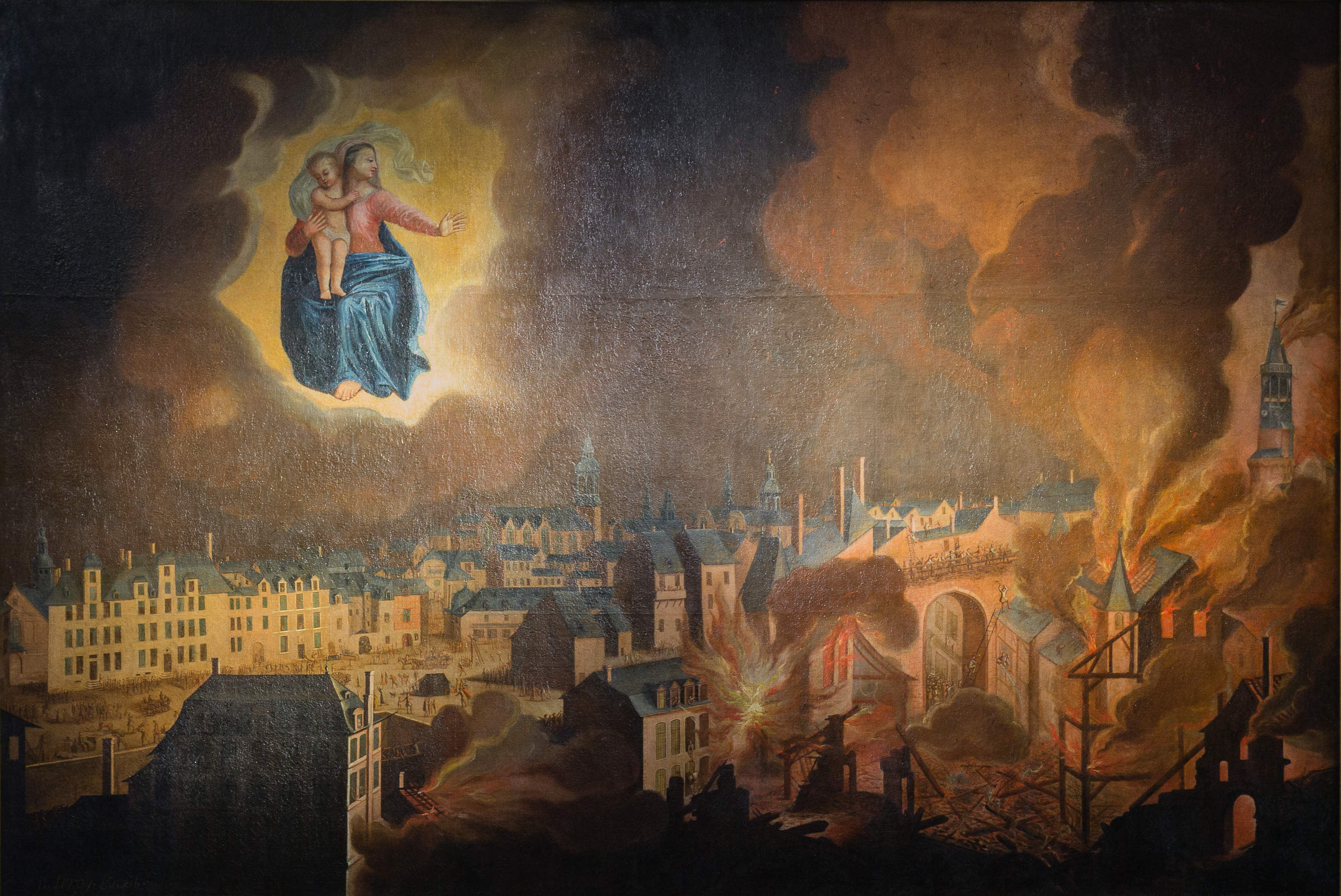
Tableau votif représentant Notre-Dame arrêtant l'incendie.

Lors de l'incendie de 1720, malgré l'effondrement du toit et la destruction d'une partie du mobilier, la même statue est retrouvée intacte. Le peuple attribue à la Vierge l'arrêt de l'incendie. Les habitants du quartier des Lices, épargnés, font peindre un ex-voto à Notre-Dame. L'aquarelle originale de 1721 de Jean-François Huguet (fils de l'architecte) se trouve dans la basilique Notre-Dame-de-Bonne-Nouvelle. Un agrandissement, réalisé la même année par Leroy est accroché dans le bas-côté sud de Saint-Sauveur depuis 1841. Son cadre porte l'inscription « Vœu fait à N.D. de Bonne Nouvelle par les habitants des Lices, rues St Louis, St Michel, Place Ste Anne, préservées de l'incendie du 22 déc. jusqu'au 30 »,.

#### Guérison de Marie Richelot du 18 février 1742
Un procès-verbal anonyme relate la guérison instantanée de Marie Richelot au cours d'une messe le 18 février 1742. La jeune femme souffrait du genou gauche depuis le 20 septembre 1738. Son ex-voto, un tableau la représentant, a été conservé,.

#### Guérison de Magdeleine Morice en 1761
Les registres des délibérations du général de la paroisse mentionnent la guérison instantanée de Magdeleine Morice, atteinte de gangrène au pied droit, au cours d'une messe le mercredi de Pâques 1761. Un procès-verbal dressé à la demande de l'intéressée est conservé aux archives de Porcaro, mais aucune enquête canonique n'a eu lieu,.

## Statut et fonctionnement
En 1667, l'église Saint-Sauveur, trève de la paroisse de Toussaints, devient paroisse à son tour, portant à dix le nombre de paroisses dans Rennes. La nouvelle paroisse a alors pour limites au nord la porte Saint-Michel (actuelle place Rallier-du-Baty), au sud la Vilaine, à l'est la rue Tristin (tracé proche de l'actuelle rue de l'Horloge) et à l'ouest l'arrière de la cathédrale. Cela représente la moitié de la première enceinte de Rennes, soit quatre hectares entièrement bâtis.
En 1713, Mgr Christophe-Louis Turpin de Crissé de Sanzay effectue une visite épiscopale de la paroisse. On y recense alors 22 prêtres. Ce chiffre passe à 13 en 1789. En 1790, les revenus de la paroisse sont répartis comme suit, hors aumônes : 1 383 livres de revenus et 825 de charges pour les cures, 1 781 livres de revenus et 724 de charges pour les fabriques.
En 1939, le siège de la paroisse est déplacé à la cathédrale Saint-Pierre, l'église Saint-Sauveur conservant sa seule vocation basilicale. Avec la réorganisation en 2002 des paroisses l'archidiocèse de Rennes, Dol et Saint-Malo, Saint-Sauveur retrouve une affectation paroissiale, entre la cathédrale et l'église Saint-Étienne.

### Liste des curés
Les dates entre parenthèses indiquent le début et la fin de la charge.
1. Nicolas Le Febvre (1667 – 1687)
2. Antoine Baudet (1687 – 1701)
3. Louis Méheut (1701 – 1730)
4. René-François Halligon (1730-1739)
5. Pierre-Félix d'Oultremer du Margat (1739 – 1767)
6. Joseph-Jean Le Barbier (1768 – 1792)
7. Joseph-Elisabeth Lanjuinais (1792 – 1793)
8. Jean Olliviero (1803 – 1825)
9. Michel Beaulieu (1825 – 1848)
10. Joseph Thébault (1848 – 1860)
11. Jean-Marie Lelièvre (1860 – 1891)
12. Théodore Hévin (1891 – 18 mars 1926)[51]
13. Marie-Joseph Lagrée (1926 – 17 décembre 1938)[52]

## Héraldique

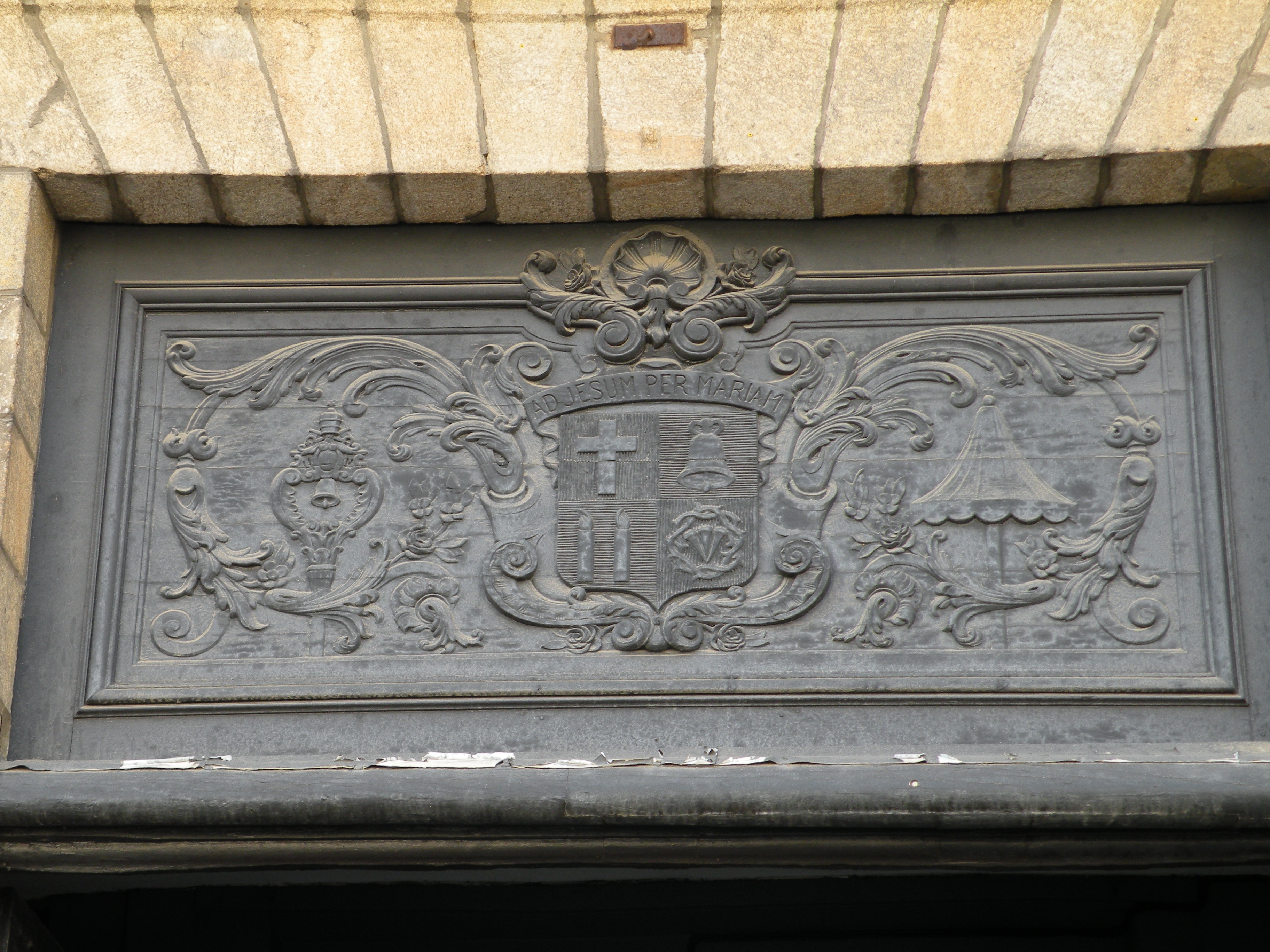
Imposte de la porte principale.

En tant que basilique mineure, Saint-Sauveur a le droit de posséder son propre blason. Celui-ci se retrouve notamment sur l'imposte de la porte principale ainsi que sur un vitrail.
| Blason | Blasonnement : Écartelé, au premier de gueules à la croix latine d'argent, au deuxième d'azur à la cloche d'argent, au troisième d'azur à deux cierges d'argent, et au quatrième de gueules à la couronne d'épine d'argent et trois clous de même. |

## Architecture

### Extérieurs
Le style extérieur de l'édifice rappelle, à une moindre échelle, celui de l'église du Gesù de Rome ou de la basilique Notre-Dame-des-Victoires de Paris. De superficie modeste (43 m × 26 m), l'église a une forme de croix latine à multiples découpures, avec une nef à trois travées et deux collatéraux, une abside à pans coupés et un transept peu saillant.
Si le projet original prévoyait un portail très saillant à doubles colonnes, l'incendie de 1720 a entraîné une modification des plans de la façade : le portail définitif, à pilastres géminés peu saillants, est plus modeste. La porte, au linteau en plate-bande, est surmontée d'un arc en anse de panier dont le tympan porte le nom de l'église (« Christo Salvatori » : « Christ Sauveur »). Une tablette en linteau porte les armes et la devise de l'église (« Ad Jesum per Mariam » : « à Jésus par Marie »). De part et d'autre, deux niches semi-circulaires encadrées de pilastres sont destinées à recevoir des statues, mais laissées vides. Sur une frise nue surmontée d'une corniche, le second niveau ne comprend qu'une grande fenêtre en plein cintre entre deux paires de pilastres et deux ailerons. Enfin, une architrave appareillée soutient un fronton triangulaire surhaussé, couronné d'un amortissement portant une croix. L'ensemble est d'ordre toscan. Cette façade à l'italienne à ordres superposés typique du XVIIIe siècle se retrouve dans d'autres édifices contemporains : église du Val-de-Grâce, basilique Notre-Dame-des-Victoires, église des Billettes et église Saint-Thomas-d'Aquin. À Rennes, deux autres édifices avaient déjà été construits avec une façade de même style : l'église du couvent de la Visitation en 1662 et l'église du couvent des Augustins (devenue église Saint-Étienne) en 1700.
Une tour se trouve accolée au nord de la façade. Le rez-de-chaussée et le premier étage sont de plan carré, le second niveau à angles rabattus. La tour est coiffée d'un dôme à pans avec une lanterne supportant elle-même une croix.
Les façades nord et sud sont percées de deux rangées de fenêtres cintrées sans meneaux éclairant les bas-côtés et la haute nef et correspondant à chaque travée et au chœur. Des contreforts concaves coiffés de pinacles s'élèvent des bas-côtés et séparent les baies de la nef. Les murs en retour des croisillons sont également percés de fenêtres en hauteur, mais les murs nord et sud du transept sont aveugles.
La toiture du vaisseau principal est en bâtière à forte pente avec un retroussis. Elle s'achève en croupe sur l'abside et les croisillons. Les bas-côtés ont un toit à un seul versant de plus faible pente. L'ensemble est couvert d'ardoise. Une tour-lanterne se trouve à la croisée du transept. Une corniche à modillons couronne l'ensemble de l'édifice.

### Intérieurs

Plan de l'édifice et des voûtes.

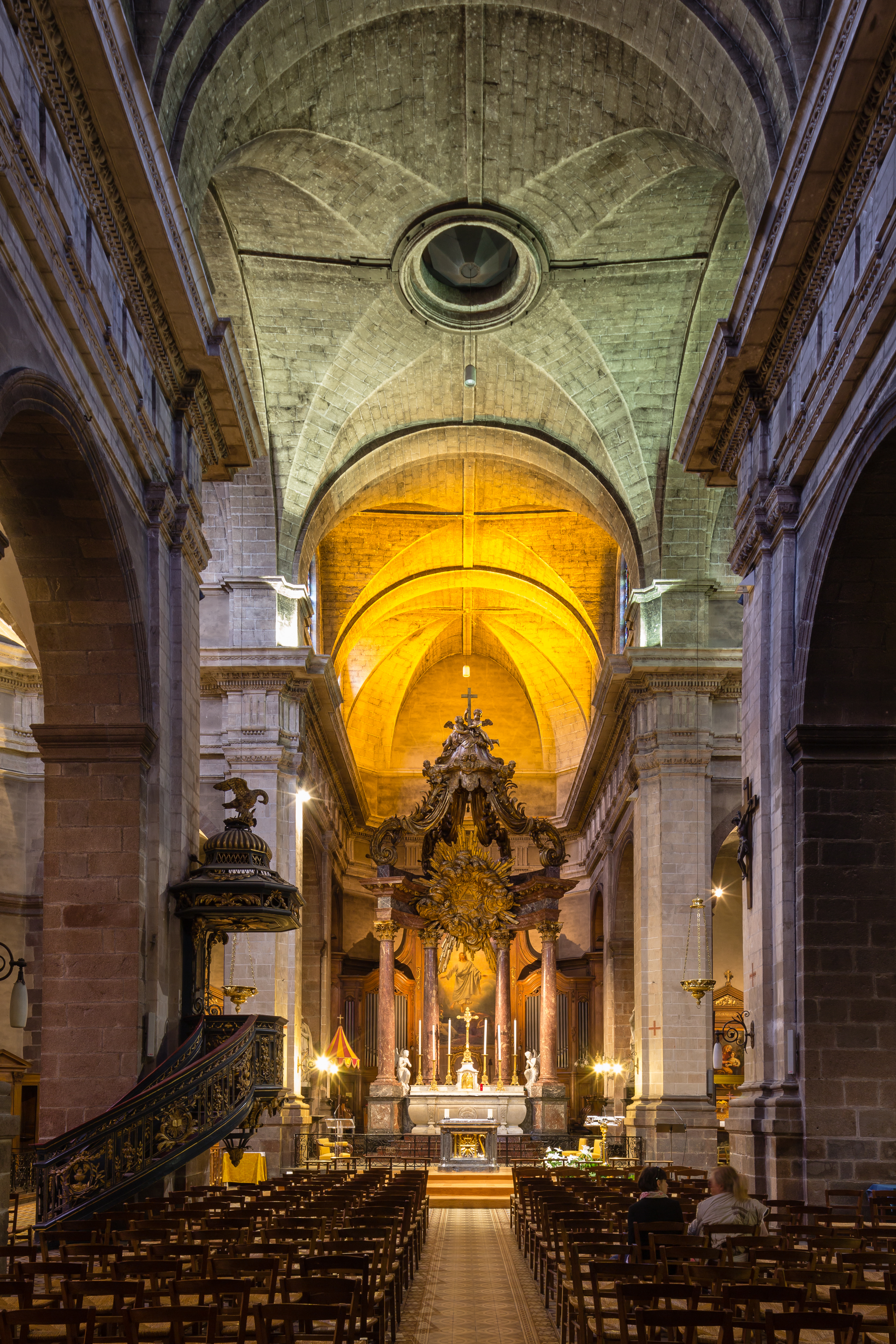
Nef et chœur.

La basilique est composée d'une nef dotée de deux bas-côtés, d'un transept étroit, d'un chœur court et d'une abside à pans coupés, sans déambulatoire ni absidiole. La nef compte trois travées contre une seule pour le chœur. Les deux premières travées du bas-côté nord sont légèrement plus profondes. La première contient les fonts baptismaux, la seconde, les confessionnaux. La seconde travée du bas-côté sud a été agrandie au début du XXe siècle pour accueillir la chapelle de Notre-Dame des Miracles. Les bas-côtés communiquent avec le vaisseau central et le transept par des arcades en plein cintre soutenues par des piliers carrés. Chaque face de ces piliers est ornée d'un pilastre dorique. Le bas-côté sud compte une verrière à chaque travée. Le bas-côté nord n'en compte que deux, la première travée étant accolée à la tour. La travée du chœur compte une seule verrière du côté sud, le mur nord, aveugle, étant occupé par un trompe-l'œil.
Une frise à triglyphes et gouttes surmontée d'une corniche à denticules court le long de la nef, du transept et du chœur. Elle est directement surmontée par de grandes verrières allant par paires : une par travée dans la nef et le chœur et une pour les pans est et ouest de chaque croisillon du transept.
Les voûtes, y compris celles des bas-côtés, sont à arêtes sans nervure, avec des arcs-doubleaux entre chaque travée. Un oculus surplombe la croisée du transept.

« L'église de Saint-Sauveur, sans avoir rien d'extraordinaire, me paraît la plus jolie de Rennes. Un mauvais tableau y représente la Vierge préservant de l'incendie de cette ville la place des Lices, qui ne fut pas atteinte par le feu. C'est une offrande faite par les habitants du quartier épargné. Un beau baldaquin, supporté par quatre colonnes de marbre de Saint-Berthevin, forme, avec une belle chaire en fer, tout ce que l'intérieur a de plus curieux. »

— Régis Jean François Vaysse de Villiers, Itinéraire descriptif ou description routière, géographique, historique et pittoresque de la France et de l'Italie, 1822

« Il n'y a de remarquable que la décoration intérieure : un maître-autel surmonté d'un baldaquin reposant sur quatre colonnes de marbre ; une chaire et une grille, magnifique travail de serrurerie ; une bonne copie de la Transfiguration, de Raphaël, et le tableau offert par les habitants des rue et place Saint-Michel, représentant la Vierge et l'Enfant Jésus préservant de l'incendie de 1720 le quartier des Lices. »

— Adolphe Orain, Guide du voyageur dans Rennes et ses environs, 1867

#### Maître-autel, chaire et clôture des fonts baptismaux

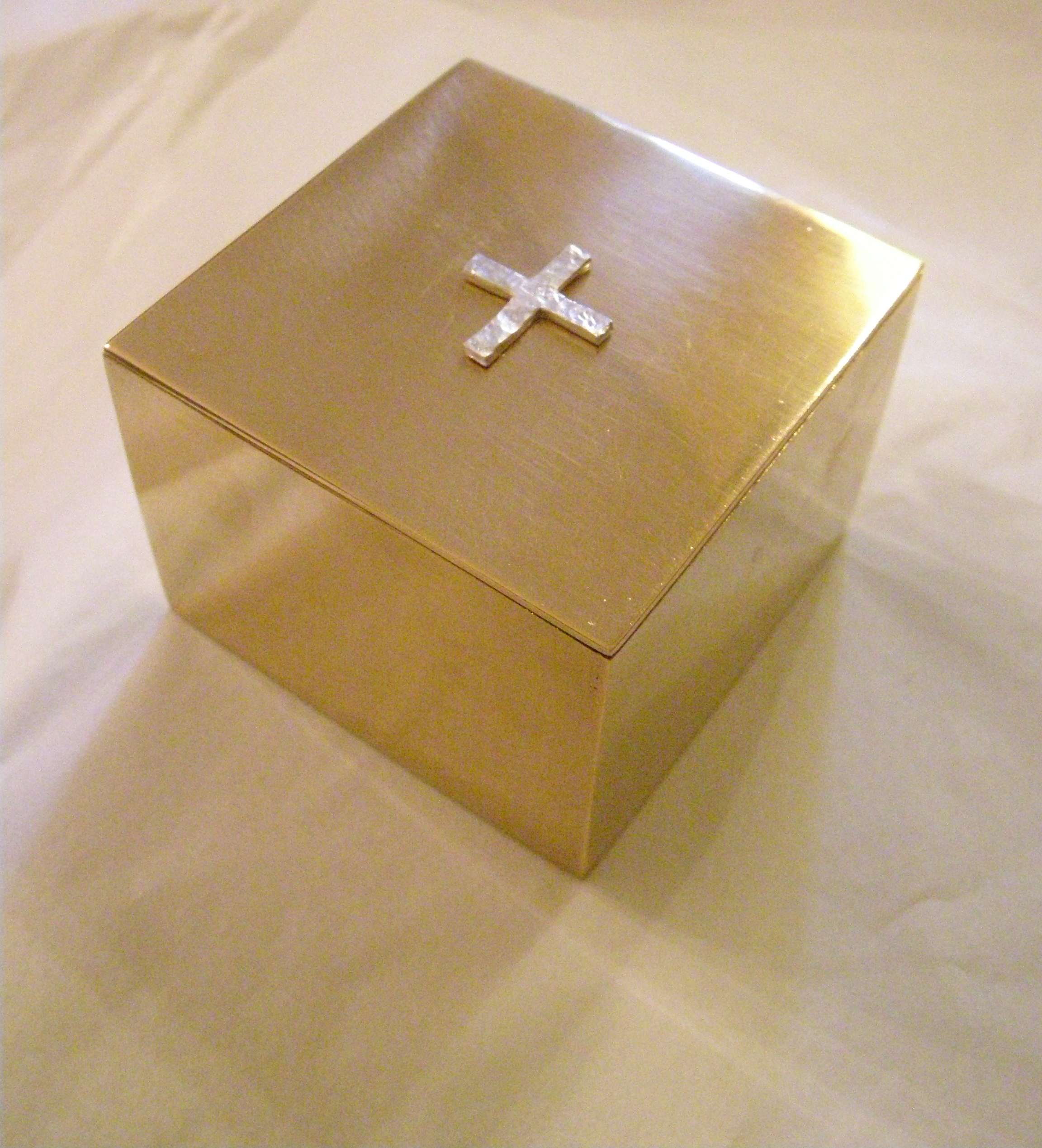
Reliquaire du nouvel autel en laiton doré avec une croix en argent massif martelée sur le couvercle. Réalisation Christophe Évellin.

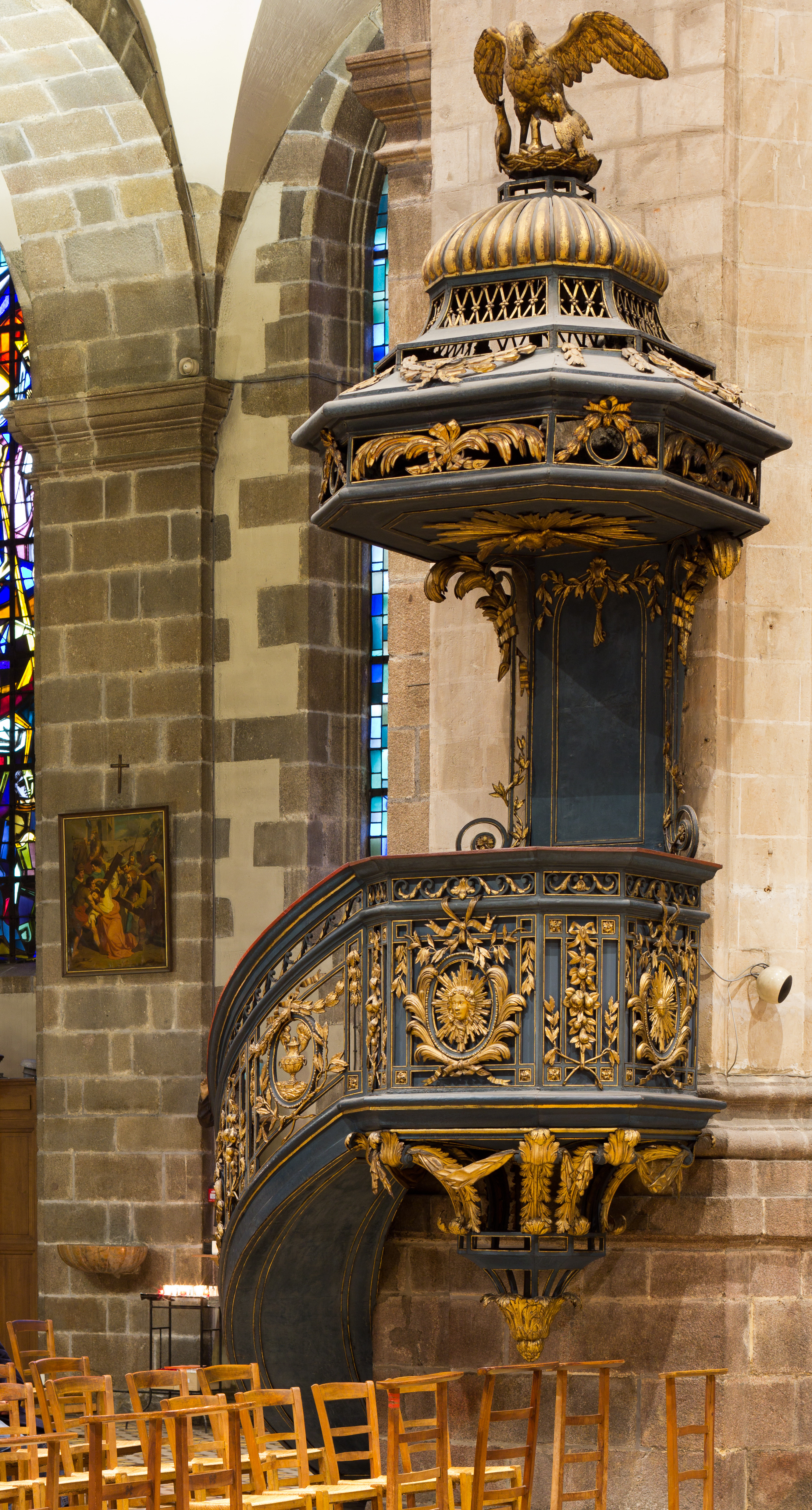
La chaire.

Le maître-autel est surmonté d'un baldaquin remarquable, réalisé en 1768 sur les plans d'Albéric Graapensberger. Quatre colonnes corinthiennes en marbre de Saint-Berthevin soutiennent une corniche concave en bois dont le décor rappelle le marbre des colonnes. Sur cette corniche reposent quatre volutes dorées qui portent elles-mêmes un dais. Une gloire trinitaire, en carton-pâte doré, occupe le volume central, au niveau de la corniche. Une toile représentant la transfiguration du Christ occupe le fond de l'abside. Réalisée sur mesure par le peintre Jean-Bruno Gassies en 1824, elle s'intègre dans la perspective du baldaquin malgré son éloignement relatif du chœur. Le maître-autel lui-même est postérieur au baldaquin : il est réalisé en 1829 par le marbrier François Depincé.
Albéric Graapensberger est aussi l'auteur des modèles des motifs ornant la chaire accolée au pilier sud-ouest du chœur. Cette chaire en fer forgé peint ou doré, réalisée en 1781, est l'œuvre du ferronnier Jean Guibert. Richement décorée, la cuve porte de nombreux ornements : médaillons entourés de palmes et de rubans, chutes de feuilles et de fruits, volutes et guirlandes de lauriers. L'abat-voix est surmonté d'un dôme à godrons ; le culot est fait de feuilles d'acanthe. Jean Guibert réalise également, à la même époque et dans un style similaire, la clôture des fonts baptismaux.
Depuis Noël 1975, un autel « face au peuple » est installé à la croisée du transept, nettement détaché du chœur. Un nouveau mobilier liturgique succède fin 2011 à l'autel mobile original. Le nouvel autel est réalisé en marbres et acier inoxydable, en harmonie avec le mobilier existant. Chaque face porte un monogramme : « JHS » face à la nef – en rappel de la dédicace de la basilique, le chrisme entouré des lettres α et ω face au chœur, « MA » face à l'autel de Notre Dame des Victoires, « JPH » face à celui de saint Joseph. De reliques de saint Melaine sont posées dans la table. Un nouvel ambon accompagne l'autel. L'ensemble est réalisé par les entreprises Crézé (ferronnerie d'art), Joubaud (marbrerie) et Christophe Évellin (reliquaire). L'autel a été dédié et l'ambon bénit par Mgr Pierre d'Ornellas le 17 décembre 2011.

#### Statue de Notre-Dame des Miracles et des Vertus

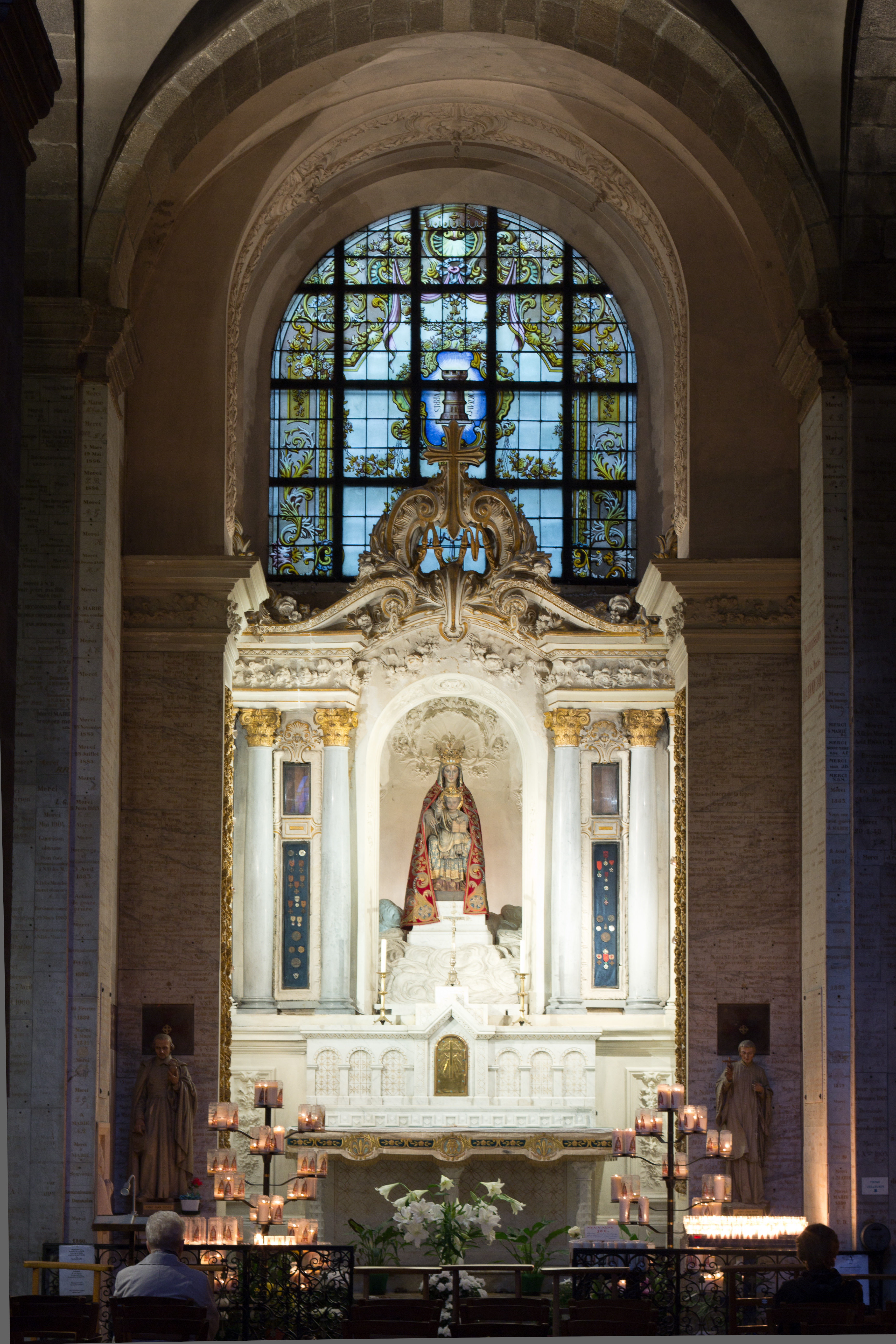
Chapelle de Notre-Dame des Miracles et Vertus.

La statue de Notre-Dame des Miracles et des Vertus, souvent appelée simplement Notre-Dame des Miracles, est une Vierge à l'Enfant. Elle est mentionnée dès le XIVe siècle, dans le cadre d'un miracle qui serait survenu lors d'un siège de la ville. Il s'agit déjà d'une sculpture de bois peint. Elle est repeinte en 1445, puis ses mains sont restaurées en 1522. En 1658, le père Fautrel la décrit ainsi :

« Et, pour dire quelque chose en particulier de [l'image de la Vierge de] Saint-Sauveur, elle n'est que de simple bois, que l'on a enrichy de quelque dorure, plus pour sa conservation, que son embellissement. Il est vrai que sa forme sent son antiquité ; mais, après tout, fors certain air de dévotion qui s'y remarque, elle n'a rien de bien extraordinaire, & c'est une figure assise & de moyenne grandeur, qui tient son Christ sur ses genoux, le supportant doucement de la main gauche ; pour ce qui est de la main droite, qu'elle avait autrefois posée sur le sein, à ce que nous dit la tradition, elle s'en voit, à présent, détachée, montrant directement, de ses trois premiers doigts, le lieu de la mine (qui se voit vers le centre, loin de dix à douze pas), n'y ayant nulle apparence qu'elle ait été taillée de la sort ; mais, en mémoire du miracle, elle est demeurée ainsi. »

— Georges Fautrel, L'histoire de Notre-Dame des Miracles, honorée à Rennes en l'église Saint-Sauveur
L'incendie de 1720 détruit en partie l'église en cours de reconstruction mais épargne la statue. Celle-ci est transportée à la chapelle des Augustins (devenue théâtre du Vieux Saint-Étienne) jusqu'à son retour à Saint-Sauveur en 1731.
Au cours de la Révolution, alors que l'église accueille le culte révolutionnaire, la statue est détruite,. Elle n'est remplacée qu'en février 1876 à l'initiative et sur les fonds de l'abbé Lelièvre. La nouvelle statue, réalisée par le sculpteur rennais Charles-Pierre Goupil, est faite de bois et de pierre, dans le style néoroman. Le peintre décorateur rennais Auguste Louis Jobbé-Duval en réalise le décor polychrome. Elle est placée sur un nouvel autel de marbre de style néoroman, réalisé par Folliot. Un vitrail réalisé par Lucien-Léopold Lobin lui fait face et rappelle la scène du miracle. L'archevêque de Rennes, Auguste-René-Marie Dubourg, obtient le couronnement de la statue le 25 mars 1908,. Un retable rococo est réalisé en 1912 par Charles Couasnon, à l'occasion de l'agrandissement de la chapelle, devenue trop exiguë. Le chanoine Louis Raison fait la description suivante de la statue :

« La Vierge est assise « en majesté ». Ses épaules sont recouvertes d'un manteau couleur d'azur et sa tête d'un voile blanc, surmonté d'un diadème aux élégants fleurons, orné de pierres précieuses. La robe bleue est à demi cachée par un peplum, couleur rouge pâle, terminé par une riche broderie. Les pieds de la Vierge sont chaussés de mules rouges rehaussées au milieu, d'un galon d'or. De la main gauche, la Vierge soutient l'Enfant Jésus. La main droite est abaissée. L'index se dirige vers la terre, suivant la donnée traditionnelle.
L'Enfant Dieu repose sur les genoux de sa Mère. Sa tête est entourée du nimbe circulaire et crucifère. Ses pieds sont nus. Ces deux attributs rappellent sa divinité, suivant les règles de l'iconographie. De la main droite, il bénit, à la manière latine. De la gauche, il soutient un livre grand ouvert sur ses genoux et présentant un texte du Magnificat : Fecit mihi magna qui potens est et sanctum nomen ejus. »

— Louis Raison, Notre Dame des Miracles et Vertus — Son histoire – Son culte

#### Orgues
Deux orgues se trouvent dans l'église : un orgue de chœur et un orgue monumental en tribune.

##### Orgue de chœur
L'orgue de chœur est formé deux corps symétriques placés en oblique. Chaque corps comprend deux plates-faces, respectivement de treize et trois tuyaux. Les corps sont surmontés de chapeaux de gendarme ornés d'une coquille. Il est le premier orgue à transmission électrique installé à Rennes. Construit par Louis Debierre et reçu le 11 mars 1894, il est inauguré par les organistes de la cathédrale, Eugène Henry et Louis Lepage, et par le maître de chapelle de l'église, l'abbé Damour. L'orgue est remanié au cours de plusieurs campagnes conduites par la maison Merklin et Yves Sévère, au cours desquelles la transmission électrique est remplacée par une traction pneumatique.
| I – Grand-Orgue Do1–Sol5 | II – Récit expressif Do1–Sol5                                             | Pédale Do1–Fa3                             |
| --- | ------------------------------------------------------------------------- | ------------------------------------------ |
| Bourdon 16 Montre 8 Bourdon 8 Salicional 8 Prestant 4                                                                        | Cor de nuit 8 Flûte harmonique 8 Gambe 8 Voix céleste 8 (Do2) Trompette 8 | Soubasse 16 (emprunt grand-orgue) Octave 8 |
| Tirasses I et II, accouplements II/I en 16 et 8, appel anche récit, trémolo récit, expression par bascule. Diapason : 436 Hz |                                                                           |                                            |

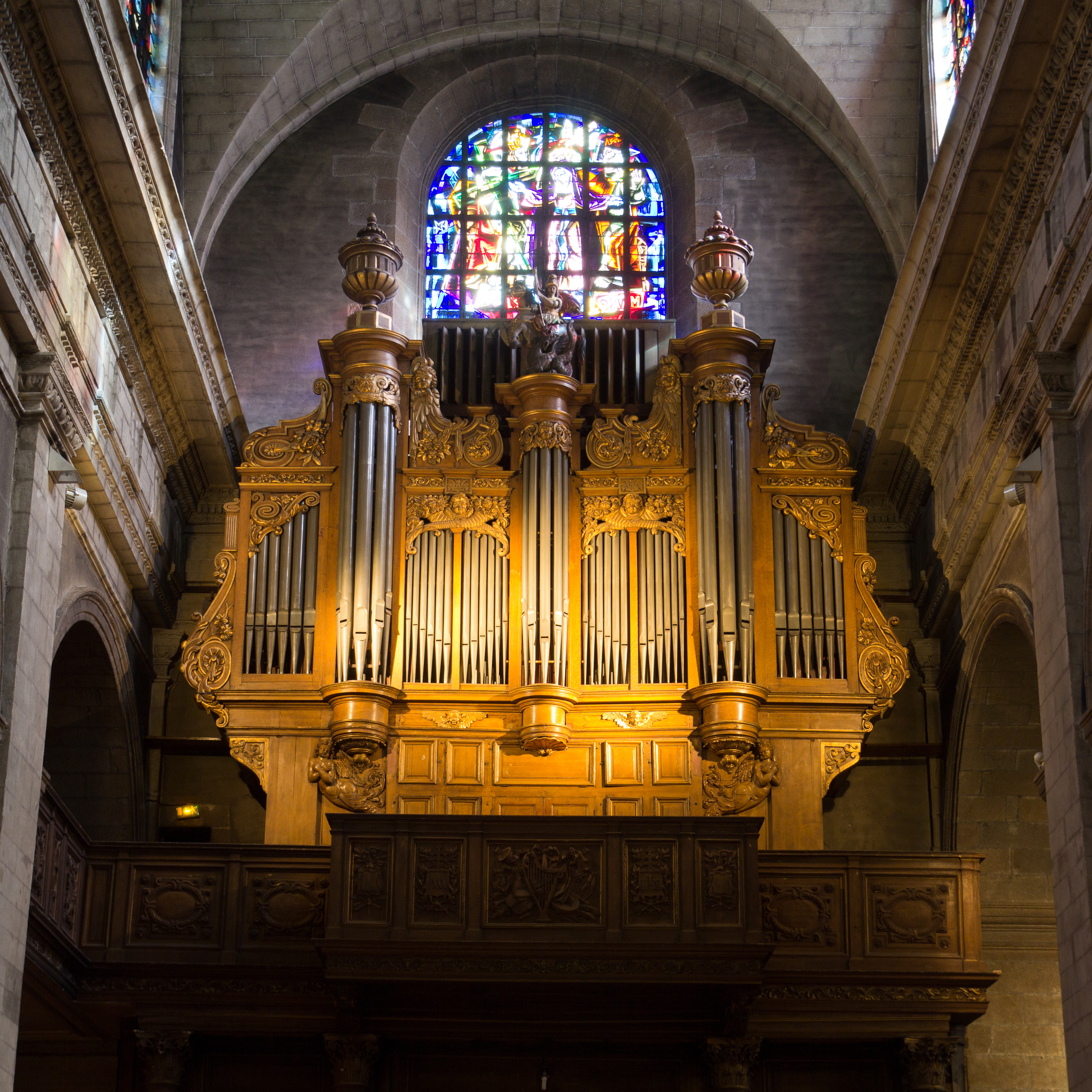
Orgue monumental en tribune.

##### Orgue de tribune
L'orgue de tribune date du XVIIe siècle. Le buffet à volets peints est en chêne (partie centrale) et sapin (ailes) sculptés dans le style Louis XIV. Il compte quatre plates-faces de six, douze, douze et six tuyaux, séparées par des tourelles de cinq tuyaux. Les plates-faces sont surmontées de volutes en amortissement, les claires-voies comportent des motifs de cornes d'abondance et de têtes d'angelots. La tourelle centrale est surmontée d'une statue de saint Georges terrassant le dragon, les tourelles latérales de pots à feu à godrons. L'ensemble est peint en imitation chêne recouvrant les polychromies d'origine.
L'orgue est construit de 1653 à 1655 et installé à l'abbaye Saint-Georges par Jacques Lefebvre, Pierre Désenclos et Coquillar. Son buffet est réalisé par Jean Mongendre. L'orgue est relevé dès 1658, puis encore en 1662. Parallèlement, l'église Saint-Sauveur installe un orgue dans le bas de la nef en 1493. Il est refait à neuf en 1536 et 1590, puis est remplacé vers 1650 par un nouvel orgue construit par Nicolas Bricet et installé dans la tribune du fond. Son buffet est ensuite agrandi en 1654 par Julien Brillet. Cet orgue est détruit en 1682 lors de l'effondrement d'une partie de l'église. Quand commence la Révolution française, l'église récemment reconstruite ne possède pas d'orgue. Avec la nationalisation des biens de l'Église, l'orgue de l'église Saint-Aubin lui est attribué mais la paroisse demande, sans succès, à l'échanger pour celui des Carmes ou des Cordeliers. Elle achète finalement l'orgue de l'abbaye Saint-Georges, également mis en vente.
Le transfert est réalisé par Pierre Tessier le 7 août 1792. Il agrandit la tribune pour accueillir l'orgue et ajoute les pots à feu aux tourelles latérales. Guillaume Cateline remonte le buffet en en refaisant les dorures. L'orgue est totalement reconstruit entre 1865 et 1866 par la maison Merklin-Schütze en ajoutant des ailes au buffet. L'orgue reconstruit est inauguré le 7 août 1866 par Gabriel Fauré, qui fut organiste de l'église de 1866 à 1870. L'orgue est encore relevé en 1906 par Merklin puis en 1933 par Victor Gonzalez et la maison Bossard-Bonnel. Othon Wolf le modifie en 1955. Enfin, la Direction régionale des Affaires culturelles commande sa restauration par Lucien Simon entre 1991 et 1992. Il est rétabli à son état d'après la reconstruction par Merklin, avec le maintien de la voix céleste et de la machine pneumatique ajoutées entre-temps.
L'orgue de tribune voit ses différentes parties protégées au titre objet des monuments historiques comme il suit :
- le buffet d'orgue est classé au titre objet le 23 juillet 1962[culture 4] ;
- la partie instrumentale est classée au titre objet le 30 octobre 1989[culture 5].

| I – Grand-Orgue Do1–Sol5 | II – Récit expressif Do1–Sol5                                                                                              | Pédale Do1–Fa3                                                                        |
| --- | --- | ------------------------------------------------------------------------------------- |
| Bourdon 16 Principal 8 Bourdon 8 Flûte harmonique 8 Salicional 8 Flûte « harmonique » 4 Prestant 4 Fourniture IV–V Trompette 8 Clairon 4                        | Flûte traversière 8 Gambe 8 Voix céleste 8 (Do2) Flûte « d'écho » 4 Octavin 2 Trompette 8 Basson-Hautbois 8 Voix humaine 8 | Soubasse 16 (Do1–Ré3) Bourdon 8 (Do1–Ré3) Trombone 16 (Do1–Ré3) Trompette 8 (Do1–Ré3) |
| Tirasses I et II, accouplements I/I, II/I en 16 et 8, appel anches grand-orgue, anches récit, anches pédale, trémolo, expression par bascule. Diapason : 436 Hz | |                                                                                       |

#### Vitraux
Les vitraux actuels ont été réalisés par le maître verrier Louis Barillet en 1951 et 1952, à l'exception de ceux de la chapelle de Notre-Dame des Miracles et de la grande verrière à sa gauche. La série de Barillet remplace les vitraux soufflés par les bombardements de 1940. Les grandes verrières du bas évoquent le culte de Notre-Dame des Miracles, alors que les petites verrières du haut représentent des scènes mariales. L'ensemble est béni par le cardinal Clément Roques en janvier 1953. Les teintes saturées des vitraux assombrissent l'édifice, au point que Barillet est écarté pour la fin du chantier de restauration. La chapelle de Notre-Dame des Miracles conserve ses vitraux clairs de la fin du XIXe siècle et la verrière à sa gauche est confiée aux ateliers Rault en 1962,.
À droite au fond du chœur, un tableau en trompe-l'œil de Bouttier en masque un mur aveugle et permet une symétrie avec le vitrail qui lui fait face.

#### Mobilier monument historique
L'église contient treize objets classés en tant que monuments historiques.
| Titre                           | Auteur                                                        | Époque       | Localisation | Date de la protection | Référence            |
| ------------------------------- | ------------------------------------------------------------- | ------------ | ------------ | --------------------- | -------------------- |
| Buffet d'orgue                  | Jacques Lefebvre, Pierre Désenclos, Coquillar, Jean Mongendre | XVIIe siècle | tribune      | 23 juillet 1962       | Notice no PM35000467 |
| Partie instrumentale de l'orgue | Jacques Lefebvre, Pierre Désenclos, Coquillar, Jean Mongendre | XVIIe siècle | tribune      | 30 octobre 1989       | Notice no PM35000470 |

| Titre                                                         | Auteur | Époque        | Compléments | Localisation                   | Date de la protection | Référence                                  |
| ------------------------------------------------------------- | --- | ------------- | --- | ------------------------------ | --------------------- | ------------------------------------------ |
| La multiplication des pains                                   | anonyme | XVIIIe siècle | | Musée des beaux-arts de Rennes | 23 avril 1981         | Notice no PM35000500 Notice no 00000075369 |
| La résurrection de Lazare                                     | anonyme — copie inversée et réduite d'une série de Jean Jouvenet de 1706 pour l'église Saint-Martin des Champs de Paris. | XVIIIe siècle | Cette série de tableaux provient du collège des Jésuites de Rennes.                                                                   | Église Toussaints de Rennes    | 23 avril 1981         | Notice no PM35000499 Notice no 00000075284 |
| La pêche miraculeuse                                          | anonyme — copie inversée et réduite d'une série de Jean Jouvenet de 1706 pour l'église Saint-Martin des Champs de Paris. | XVIIIe siècle | Cette série de tableaux provient du collège des Jésuites de Rennes.                                                                   | Église Toussaints de Rennes    | 23 avril 1981         | Notice no PM35000498 Notice no 00000075283 |
| Le Christ chassant les marchands du temple                    | anonyme — copie inversée et réduite d'une série de Jean Jouvenet de 1706 pour l'église Saint-Martin des Champs de Paris. | XVIIIe siècle | Cette série de tableaux provient du collège des Jésuites de Rennes.                                                                   | Église Toussaints de Rennes    | 23 avril 1981         | Notice no PM35000497 Notice no 00000075280 |
| Le repas du Christ chez Simon le Pharisien                    | anonyme — copie inversée et réduite d'une série de Jean Jouvenet de 1706 pour l'église Saint-Martin des Champs de Paris. | XVIIIe siècle | Cette série de tableaux provient du collège des Jésuites de Rennes.                                                                   | Église Toussaints de Rennes    | 23 avril 1981         | Notice no PM35000496 Notice no 00000075281 |
| Le vœu des habitants de Rennes à Notre-Dame-de-Bonne-Nouvelle | Leroy | 1721          | Copie du tableau de Huguet, restaurée en 2013. L'œuvre originale est située dans la basilique Notre-Dame-de-Bonne-Nouvelle de Rennes. | 1re travée du bas-côté sud     | 15 avril 1966         | Notice no PM35000468                       |

La mise au tombeau (par Le Guerchin), classée en 1919, a été déclassée en 1923.
| Titre             | Auteur  | Époque     | Compléments | Localisation | Date de la protection | Référence            |
| ----------------- | ------- | ---------- | --- | ------------ | --------------------- | -------------------- |
| Vierge à l’Enfant | anonyme | XVe siècle | Un archiprêtre aurait acheté cette statue en y voyant une ressemblance avec la statue de Notre-Dame des Miracles. |              | 15 avril 1966         | Notice no PM35000469 |

| Titre                        | Auteur                                                             | Époque | Localisation             | Date de la protection | Référence            |
| ---------------------------- | ------------------------------------------------------------------ | ------ | ------------------------ | --------------------- | -------------------- |
| Chaire                       | Ferronnerie de Jean Guibert sur les plans d'Albéric Graapensberger | 1781   | Pilier sud-est de la nef | 23 juillet 1962       | Notice no PM35000466 |
| Autel et baldaquin           | plans d'Albéric Graapensberger                                     | 1768   | chœur                    | 23 juillet 1962       | Notice no PM35000465 |
| Clôture des fonts baptismaux | Jean Guibert                                                       | 1780   | Chapelle baptismale      | 28 février 1948       | Notice no PM35000464 |